# ديبورا رش
ديبورا رش (بالإنجليزية: Deborah Rush)‏ (و. 1954 – م) هي ممثلة تلفزيونية، وممثلة أفلام، وممثلة، وممثلة مسرحية من الولايات المتحدة الأمريكية .

## روابط خارجية
- ديبورا رش على موقع IMDb (الإنجليزية)
- ديبورا رش على موقع ألو سيني (الفرنسية)
- ديبورا رش على موقع أول موفي (الإنجليزية)
- ديبورا رش على موقع قاعدة بيانات برودواي على الإنترنت (الإنجليزية)
- ديبورا رش على موقع قاعدة بيانات الأفلام السويدية (السويدية)
- ديبورا رش على موقع قاعدة بيانات الفيلم (الإنجليزية)
- ديبورا رش على موقع كينوبويسك (الروسية)